# Ziya Bünyadov

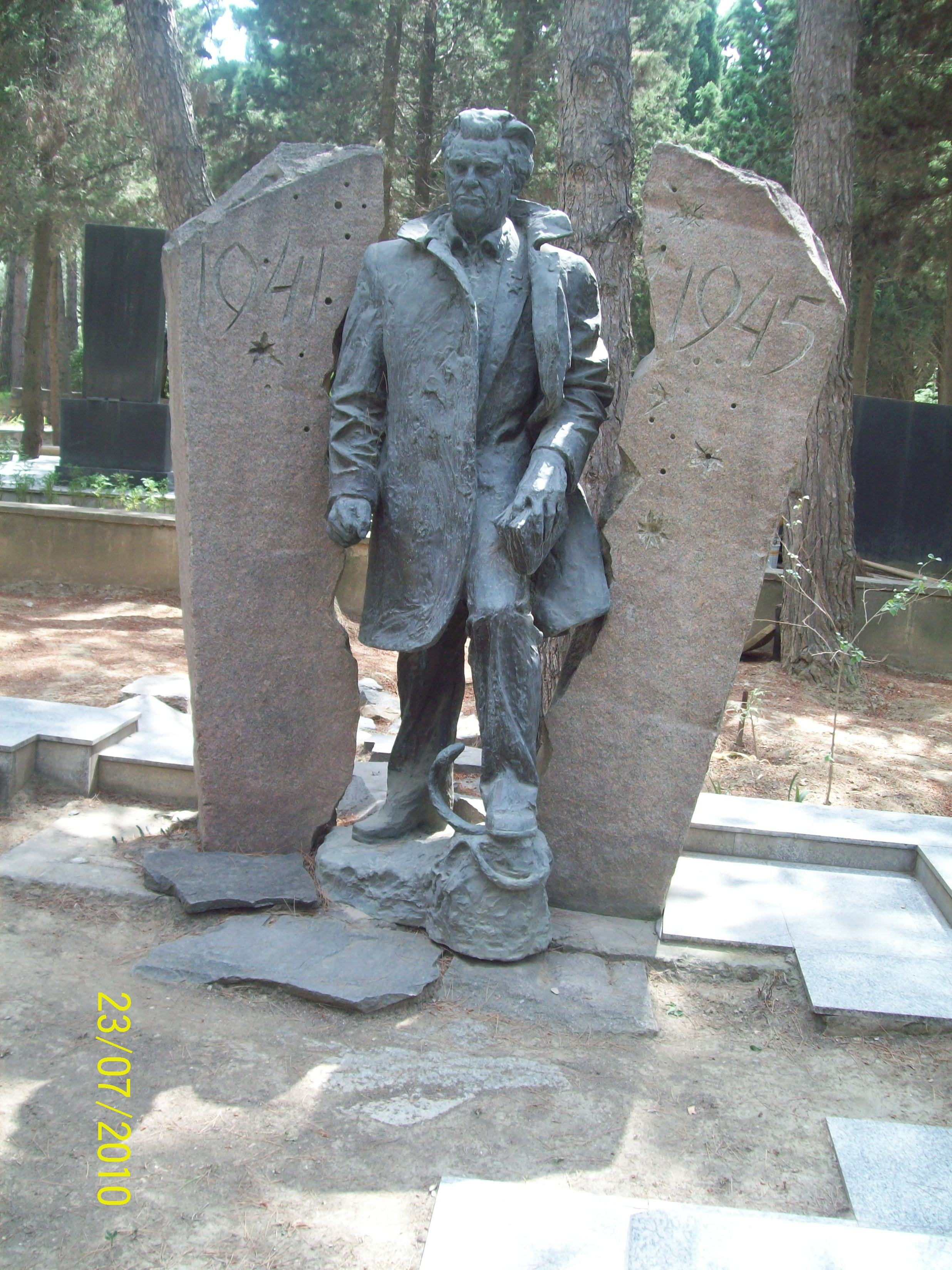
Ziya Bünyadov (Grabmal auf der Ehrenallee von Baku)

Ziya Musa oğlu Bünyadov (* 21. Dezember 1923 in Astara; † 21. Februar 1997 in Baku), auch Ziya Bunyadov oder Buniyatov, nach deutscher Transkription Sia Musajewitsch Bunjadow oder Sia Musajewitsch Bunjatow (Зия Мусаевич Буниятов), war ein sowjetischer Offizier der Roten Armee im Zweiten Weltkrieg, Historiker und Orientalist sowie als aserbaidschanischer Hochschullehrer einer der wichtigsten Autoren der umstrittenen Theorie über die Herkunft der modernen Aserbaidschaner von den antiken kaukasischen Albanern.

## Biografie
Ziya Bünyadov wurde 1923 in Astara am Kaspischen Meer an der Grenze der Sowjetunion zu Iran in die Familie eines Veteranen des Ersten Weltkriegs und Militärübersetzers, Musa Bunjatow (1895–1961) und der in Lenkoran alt eingesessenen Russin Raisa Michailowna Gusakowa geboren. Er hatte zwei Brüder und drei Schwestern. Von seinen Eltern lernte er Russisch und Aserbaidschanisch, aber durch das von seinem Vater vermittelte Koranstudium auch Arabisch. Nach zehn Schuljahren trat er 1939 in die Militärinfanterieschule in Baku ein, die er im Mai 1941 als Leutnant abschloss. Kurz vor Beginn des Deutsch-Sowjetischen Krieges wurde zum Kommandeur eines Schützenzuges in Bendery am Dnjestr (Republik Moldau) ernannt und wurde sogleich in Kampfhandlungen gegen die Wehrmacht verwickelt. Er diente bis Kriegsende an der Front in Schlachten in der Ukraine, in der Republik Moldau, bei Mosdok und Tuapse, in Belarus und Polen. Gegen Kriegsende befehligte er, inzwischen Hauptmann, eine Strafkompanie, die unter anderem an der Weichsel-Oder-Operation teilnahm. Für seine Verdienste bei Kämpfen wurde ihm am 27. Februar 1945 der Titel Held der Sowjetunion verliehen. Nach dem Sieg war er von Mai 1945 bis Mai 1946 stellvertretender Kommandant im Stadtbezirk Pankow im besetzten Berlin.
Ziya Bünyadov ging 1946 ans Moskauer Institut für Orientalische Studien (Московский институт востоковедения, МИВ, bestand von 1920 bis 1954), wo er beim sowjetischen Arabisten Wiktor Iwanowitsch Beljajew (Виктор Иванович Беляев) studierte, und begann 1950 am selben Institut ein postgraduales Studium. 1954 verteidigte er bei Beljajew erfolgreich seine Dissertation „Der italienische Imperialismus in Afrika“ (Итальянский империализм в Африке). Im selben Jahr kehrte er nach Aserbaidschan zurück und wurde als wissenschaftlicher Mitarbeiter am Institut für Geschichte an der Nationalen Akademie der Wissenschaften von Aserbaidschans (ANAS) in Baku angenommen. An der Aserbaidschanischen Staatsuniversität unterrichtete er nun arabische Philologie. Von 1958 bis 1959 war Bünyadov an der Fakultät für Geschichte der Aserbaidschanischen Staatsuniversität tätig. Von 1964 bis 1981 leitete Bünyadov das Institut für mittelalterliche Geschichte des Instituts der Nationen des Nahen und Mittleren Ostens (Институт народов Ближнего и Среднего Востока) und war von 1981 bis 1986 sowie von 1988 bis 1990 Direktor des nach ihm benannten Instituts für Orientalische Studien der ANAS in Baku (russisch Институт востоковедения НАН Азербайджана). Bei den Wahlen am 12. November 1995 wurde er in die Nationalversammlung der Republik Aserbaidschan (Milli Məclis) gewählt.
Am 21. Februar 1997 wurde Bünyadov in seinem Haus in Baku von Unbekannten mit zwei Schüssen und mit Messerstichen getötet. Er starb im Alter von 73 Jahren. Die Behörden machten islamistische Terroristen für die Tat verantwortlich, doch konnten keine Beweise für einen islamistischen Hintergrund der Tat erbracht werden. Bünyadov wurde auf der „Ehrenallee“ (Fəxri Xiyaban) in Baku beigesetzt.

## Forschungstätigkeit
Als fundamentales Werk von Ziya Bünyadov gelten seine 1965 und 1978 in Moskau veröffentlichten Monographien über die mittelalterliche Geschichte des heutigen Aserbaidschan (Азербайджан в VII-IХ вв., „Aserbaidschan im 7. bis 9. Jh.“, Moskau 1965 sowie Государство Атабеков в Азербайджане (1136–1225), Moskau 1978). In den 1970er und 1980er Jahren befasste er sich neben der Geschichte Aserbaidschans und Zentralasiens vor allem mit der Geschichte Usbekistans. Gemeinsam mit Vasim Məmmədəliyev übersetzte er den Koran aus dem Arabischen ins Aserbaidschanische.
Für seine Koranübersetzung erhielt er 1990 den Taghiyev-Preis (премия им. Г.З.Тагиева) und für seine Arbeiten zu Gulistani-Iram (Гулистани-Ирям) 1993 den Bakikhanov-Preis (премия А.А.Бакиханова).

## Kritik
Ziya Bünyadov widmete sich der Geschichtsschreibung über das „antike und mittelalterliche Aserbaidschan“ mit einem Schwerpunkt vom 7. bis zum 19. Jahrhundert und der Zeit des arabischen Kalifats und stellte dabei eine Kontinuität zwischen dem antiken Albania und dem heutigen Aserbaidschan her. Verschiedene Arbeiten Bünyadovs sind außerhalb Aserbaidschans scharf kritisiert worden. Der britische Journalist Thomas de Waal, der sich vor allem mit dem Kaukasuskonflikt befasst, äußert hierzu 2004:

„Bünyadovs Akademie legte 30.000 Exemplare eines vergessenen rassistischen Traktats des russischen Polemikers Wasili Lwowitsch Welitschko aus der Zeit der Jahrhundertwende [1900] heraus; später begann Bünyadov einen vergifteten Streit, für den die kaukasischen Alwanen selbst nicht beschuldigt werden sollten. Bünyadovs wissenschaftliche Qualifikationen waren fragwürdig. Später sickerte durch, dass die beiden von ihm 1960 und 1965 über das kaukasische Albania veröffentlichten Artikel direktes Plagiat waren. Er hatte unter seinem eigenen Namen einfache Übersetzungen zweier Artikel ohne Quellenangabe veröffentlicht, die ursprünglich von den westlichen Akademikern C. F. J. Dowsett und Robert Hewsen auf Englisch geschrieben worden waren.“

Bekannt ist Bünyadov auch für seinen Artikel „Warum Sumgait?“ (Почему Сумгаит?) vom Januar 1989 über das gegen die Armenier in Sumgait gerichtete Pogrom in Sumgait am 27. Februar 1988. Thomas de Waal bezeichnet Bünyadov in Black Garden (2003) als „Aserbaidschans vordersten Armenophoben“ und stellt fest: „Bünyadov schlussfolgerte, dass die Pogrome von Sumgait von den Armeniern selbst geplant worden seien, um Aserbaidschan zu diskreditieren und die nationale Sache Armeniens zu fördern.“ Er nannte Ziya Bünyadov und den karabach-armenischen Schriftsteller Zori Balajan „zwei der chauvinistischsten intellektuellen Krieger“, welche „die beiden selben Initialen teilen, З. und Б.“ [englisch transkribiert Z. und B.] und beide der KPdSU angehörten.
Laut dem russischen Historiker Wiktor Alexandrowitsch Schnirelman (Виктор Александрович Шнирельман) versuchte Bünyadov absichtlich, „die Gebiete des modernen Aserbaidschan von der Anwesenheit armenischer Geschichte zu säubern“. Schnirelman schreibt 2006: „Ein weiterer Weg ist es, die Anwesenheit von Armeniern im antiken und mittelalterlichen Transkaukasien unterzubewerten und ihre Rolle zu schmälern durch Neuveröffentlichungen antiker und mittelalterlicher Quellen mit Bezeichnungen oder Abänderungen des Begriffs 'armenischer Staat' in 'albanischer Staat' oder mit anderen Entstellungen der Originaltexte. Von den 1960er bis zu den 1990er Jahren gab es viele solche Neuveröffentlichungen von Primärquellen in Baku, bei denen der Angehörige der Akademie Z. M. Bünyadov aktiv mitwirkte.“
Der sowjetische Wissenschaftler Igor Michailowitsch Djakonow (Игорь Михайлович Дьяконов) schrieb 1995, dass Bünyadov berüchtigt wurde für die wissenschaftliche Ausgabe „einer historischen Quelle, aus der sämtliche Erwähnungen von Armeniern gründlich entfernt worden sind“.
Die Historiker Willem Floor und Hasan Javadi werfen Bünyadov 2009 vor, „eine unvollständige und fehlerhafte russische Übersetzung von Bakıxanovs Text [angefertigt zu haben]. Er hat nicht nur kein einziges der Gedichte im Text übersetzt, sondern erwähnt nicht einmal, dass er dies unterlassen hat, während er auch bestimmte Prosa-Abschnitte des Textes nicht übersetzt, ohne dies zu kennzeichnen oder zu begründen. Dies ist besonders beunruhigend, weil er beispielsweise die Erwähnung armenisch besiedelter Gebiete unterdrückt, womit er nicht nur Geschichte fälscht, sondern auch Bakıxanovs Leitsatz nicht respektiert, dass ein Historiker ohne Vorurteil schreiben sollte, sei es religiös, ethnisch, politisch oder sonstiges.“
In der Aserbaidschanischen SSR wurde der persische zoroastrische Heerführer Babak Chorramdin (798–838), der den Lehren des zoroastrischen Priesters Mazdak folgte, zu einem Nationalhelden erklärt. Bünyadov behauptete in diesem Zusammenhang, dass Babak „ein Nationalheld des aserbaidschanischen Volkes“ gewesen sei. Der russische Historiker Wiktor Alexandrowitsch Schnirelman weist 2001 Bünyadovs Theorie zurück und kritisiert Bünyadov dafür, dass dieser nicht erwähnt, dass Babak Persisch sprach, und die Augenzeugenberichte von Babaks Zeitgenossen weglässt, in denen Babak als Perser bezeichnet wird.

## Veröffentlichungen
- Азербайджан в VII—IX веках. — 1965, Баку
- Государство атабеков Азербайджана: 1136–1225. — 1984, Баку
- Государство Хорезмшахов-ануштегинидов, 1097–1231. — 1986, Наука, Глав. ред. восточной лит-ры
- Государство хорезмшахов-ануштегинидов: 1097–1231. — 1986, Академия наук Азербайджанской ССР. Институт востоковедения (Баку).
- Армянская анонимная хроника 1722–1736 гг. — 1988, Академия наук Азербайджанской ССР
- Историческая география Азербайджана. — 1987, Элм
- От Кавказа до Берлина. — 1990, «Азернешр», Баку.
- Из истории закавказской Албании
- О длительности пребывания хазаров в Албании в VII—VIII веках
- «Сефаретнаме» османских послов как источник по истории османо-российских отношений
- Каспийское море в арабских источниках
- Формы земельной собственности: Налоги и сборы в государстве Хорезмшахов (1097–1231)
- Koautor der Übersetzung des Korans aus dem Arabischen ins Aserbaidschanische / Соавтор (вместе с акад. Мамедалиевым В. М.) перевода на азербайджанский язык Корана.